# Ангарита, Майерлис
Майерлис Ангарита Роблес — правозащитница. После того, как её мать исчезла во время гражданского конфликта в Колумбии, её отец отправился в эмиграцию. Ангарита работала с женщинами, пострадавшими от конфликтов, и основала организацию «Рассказывай, чтобы жить» (Narrar para Vivir). Она тесно сотрудничает со структурой «ООН-женщины».

## Жизнь
Ангарита родилась примерно в 1980 году в Сан-Хуан-Непомуcено на территории Боливар в Колумбии. С ранних лет она была своенравна. Она сама постриглась в возрасте пяти лет, сделав такую прическу, какую ей хотелось. Ей нравился футбол, и, несмотря на стремление отца вырастить её секретаршей, она решила, что хочет работать в сфере юриспруденции. Когда ей было пятнадцать, её дядя был убит, а мать, Глория Роблес Сангино, «исчезла». Отец эмигрировал, но к беженцам относились плохо, что стало проблемой для Ангариты.

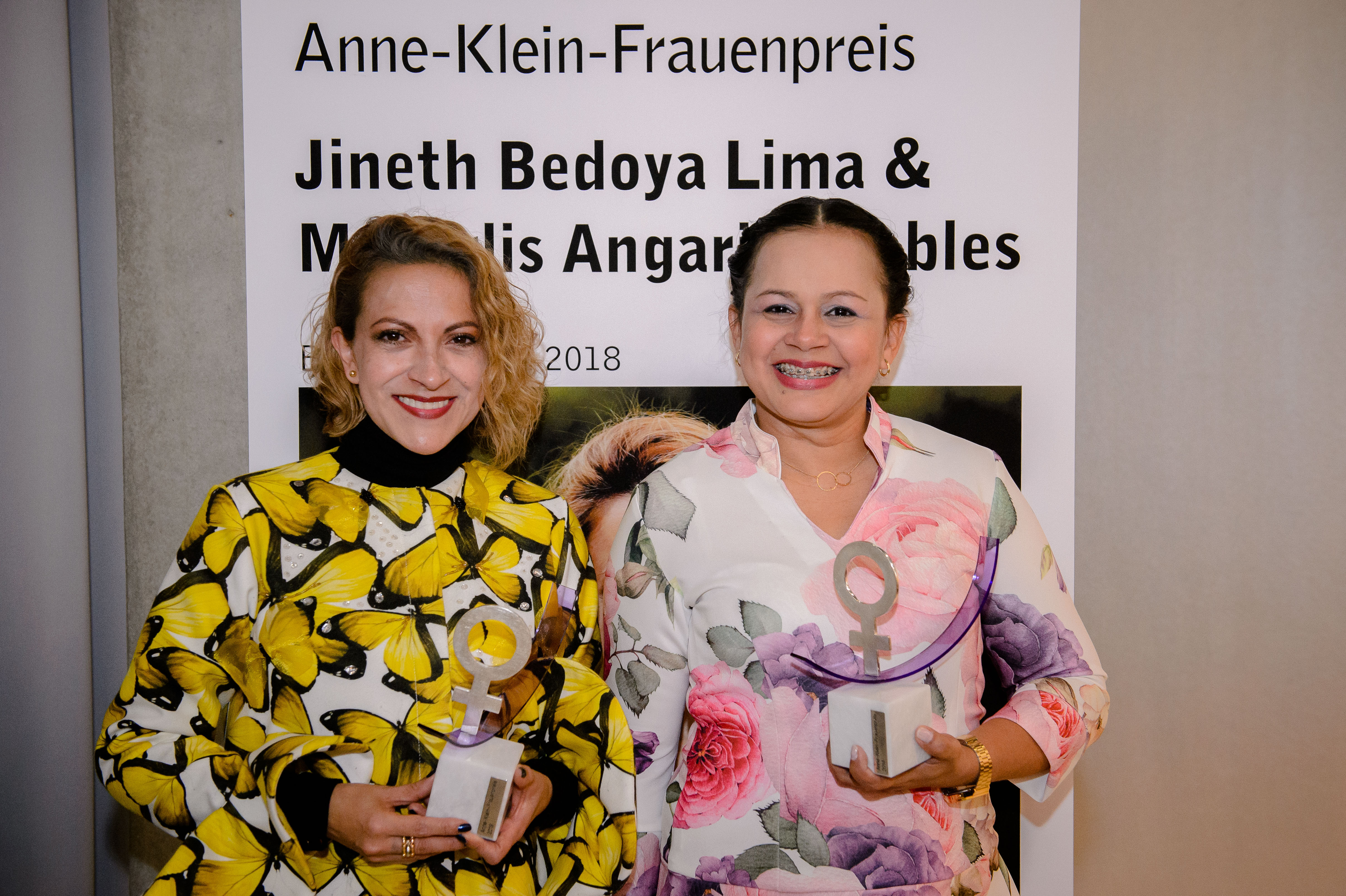
Ангарита и Джинет Бедойя Лима на церемонии вручения женской премии Энн Кляйн.

26 марта 2000 года она создала организацию Narrar para Vivir («Рассказывай, чтобы жить»). Ангарита приняла решение об основании организации через месяц после того, как увидела последствия резни в Макайепо. С тех пор женщины в организации подвергались нападению десятки раз, к 2018 году Ангарита трижды подвергалась нападению.
В 2018 году она была удостоена женской премии Анны Кляйн. Она получила награду вместе с Джинет Бедойя Лимой, также колумбийкой. Они не работают совместно, но обе были обеспокоены бедственным положением женщин и девочек во время конфликта.
В Международный женский день (8 марта) 2021 года Майерлис Ангарита была удостоена Международной женской премии за отвагу от государственного секретаря США Тони Блинкена. Церемония была виртуальной из-за пандемии COVID-19.